# Dypsis humbertii
Dypsis humbertii là loài thực vật có hoa thuộc họ Arecaceae. Loài này được H.Perrier mô tả khoa học đầu tiên năm 1939.